# Luigi Gabrielli

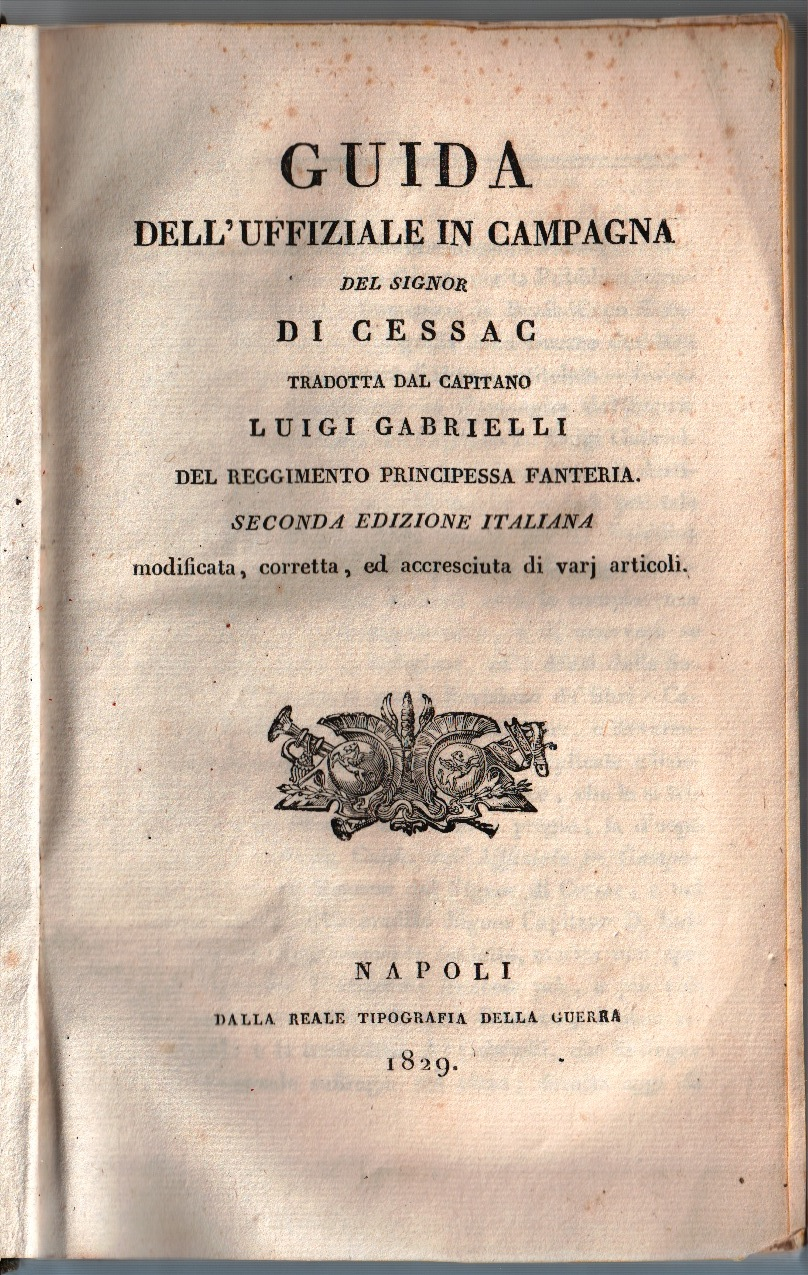
Frontispice de la deuxième édition italienne du Guida dell'Uffiziale in Campagna (1829)

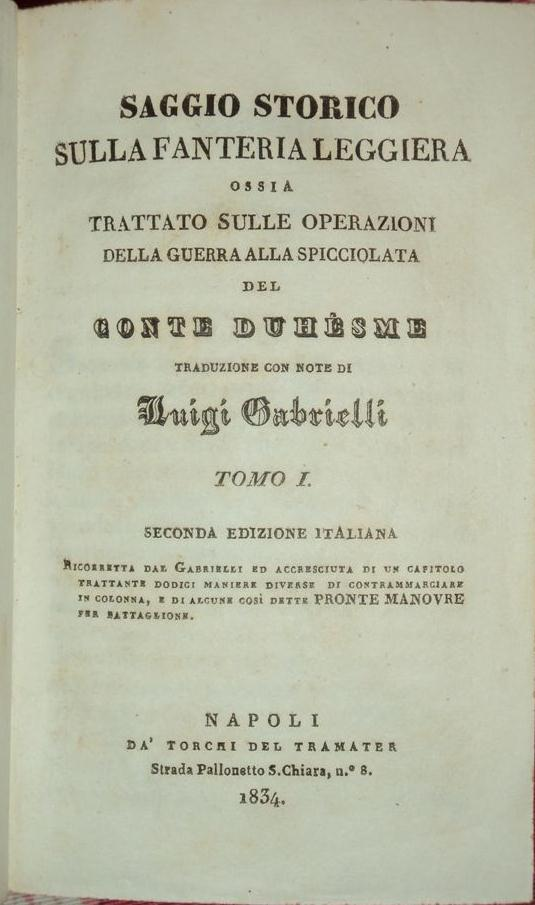
Frontispice de la deuxième édition italienne du Saggio storico sulla fanteria leggiera (1834)

Luigi Cante Gabrielli-Quercita (Naples, 1790 - Palerme, 29 août 1854), militaire et écrivain napolitain.

## Biographie
Fils d'Antonio Gabrielli, qui avait soutenu la République parthénopéenne de 1799, Luigi intègre l'armée du royaume de Naples de Joachim Murat de 1809 jusqu'à la défaite de Tolentino (1815).
À la Restauration, le Roi Ferdinand lui permet de rester dans l'armée en lui conservant le même grade. Cette politique, qui intéresse la plupart des officiers muratiens, reflet l'ambition du roi Bourbon de moderniser l'armée en gardant certaines des reformes introduites par les souverains français. Les ambitions de modernisation et de reforme politique mènent Luigi Gabrielli dans l'entourage du général Francesco Pignatelli, prince de Strongoli.
Après 1821 et la révocation de la constitution libérale, le champ de l'action politique dans le royaume des Deux-Siciles acquiert progressivement des accents conservateurs. Gabrielli, devenu philhellène grâce à l'influence de Giuseppe Rosaroll, tente une brève expérience en Grèce, où il combat avec les volontaires européens qui participent à la guerre d'indépendance. Mais contraint de rentrer à Naples à la suite d'une blessure, il ne lui reste que de se consacrer à la divulgation de la technique militaire et transférer dans l'armée reconstituée les innovations organisationnelles, tactiques et stratégiques plus récentes, la plupart d'origine française, qu'il a étudié et appris pendant son expérience murattienne. Son espoir est que l'armée soit le moteur du changement souhaité.
Ainsi, dès 1822 il se consacre à la traduction du français en italien et au commentaire raisonné de plusieurs ouvrages de théorie et pratique militaires françaises afin qu'ils soient adoptées par les autorités du Royaume. On peut citer, à titre d'exemple, les œuvres du comte de Cessac, du comte de Guibert et du comte Duhesme.
Son ouvrage poétique, largement inédit, témoigne d'ailleurs de son attachement à l'avenir des régions du Mezzogiorno d'Italie, au-delà de leurs institutions politiques et de leurs souverains, ainsi que de son rêve frustré de renouvellement social et politique.